# 香川豊南農業協同組合
香川豊南農業協同組合（かがわほうなんのうぎょうきょうどうくみあい、JA香川豊南）は、かって香川県観音寺市（旧大野原町）に存在した農業協同組合である。観音寺市の旧大野原町全域、旧豊浜町の一部を管轄していた。
レタスを始めとする園芸農業が盛んであり県内随一の収益力を誇っていたため、県単一農協の香川県農業協同組合（JA香川県）に唯一合流せず独立を守っていたが、2011年6月25日に合併が決定し、2013年3月末をもってその歴史に幕を閉じた。